# Sydney Schanberg
Sydney Schanberg Hillel (Clinton, 17 de enero de 1934 - Poughkeepsie, 9 de julio de 2016) fue un periodista estadounidense, conocido principalmente por su cobertura de la guerra en Camboya.

## Vida
Schanberg ingresó en el The New York Times como periodista en 1959. Pasó gran parte de la década de 1970 en el sudeste de Asia como corresponsal del Times. Por sus reportajes, ganó el premio George Polk por excelencia en el periodismo en dos ocasiones, en 1971 y 1974.
Después de años en el sudeste asiático, Schanberg escribió en The New York Times acerca de la salida de los estadounidenses y el cambio de régimen que siguió. Un despacho que él escribió el 13 de abril de 1975, escrito de Phnom Penh, corrió con el título de "Indochina sin los estadounidenses: para la mayoría, una vida mejor".

## Después de la guerra de Vietnam
Ganó en 1976 el Premio Pulitzer por reportaje internacional por su cobertura de la guerra en Camboya.
Fue editor y columnista de The New York Times. En su libro La muerte y vida de Dith Pran, publicado en 1980, Sydney describe la lucha por la supervivencia de su asistente Dith Pran bajo el régimen de los Jemeres Rojos. El libro inspiró la película de 1984 The Killing Fields (Los gritos del silencio), en la que Schanberg fue interpretado por Sam Waterston.

## Obra
- Schanberg, Sydney (1980). «The Death and Life of Dith Pran». Penguin. ISBN 0-14-008457-6.
- Schanberg, Sydney (1984). «The Killing Fields: The Facts Behind The Film». Weidenfeld and Nicolson (Durham, North Carolina: London).
- Schanberg, Sydney (2010). «Beyond the Killing Fields». Potomac Books. ISBN 978-1-59797-505-6.